# Kościół Przemienienia Pańskiego i Nawiedzenia Najświętszej Maryi Panny w Kamienicy
Kościół Przemienienia Pańskiego i Nawiedzenia Najświętszej Maryi Panny w Kamienicy – murowana świątynia rzymskokatolicka w miejscowości Kamienica w powiecie limanowskim, będąca kościołem parafialnym parafii pw. Przemienienia Pańskiego i Nawiedzenia Najświętszej Maryi Panny.
Bezpośrednio za kościołem znajduje się cmentarz parafialny z zabytkową kaplicą rodu Szalayów w XIX wieku i licznymi starymi grobami (najstarsze pochodzą jeszcze z XVIII wieku).

## Historia
Obecny kościół parafialny jest już czwartym kościołem w Kamienicy, a pierwszym murowanym. Poprzednie świątynie uległy spaleniu (w 1646 i 1931) lub zostały zniszczone przez powódź (w 1672).
Kościół wzniesiono w latach 1932-1937, według projektu katowickiego architekta Szołdrskiego. Konsekracji dokonał biskup Jan Stepa 12 września 1951.

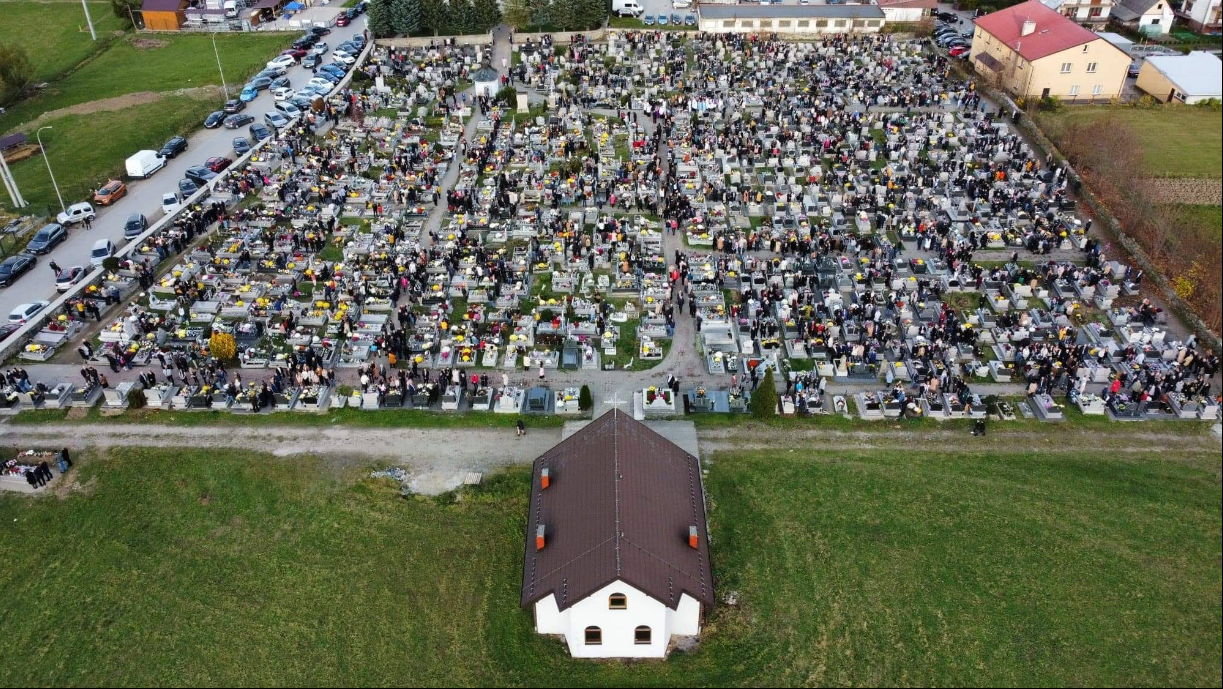
Cmentarz kościoła

W latach 90. XX wieku dokonano niezbędnych prac modernizacyjnych i renowacyjnych, m.in. wymieniono dach, okna, drzwi, posadzkę, odnowiono ołtarze i zakupiono nowe tabernakulum.

## Architektura
Kościół w Kamienicy posiada trzy nawy z węższym prezbiterium i 45-metrową wieżą od frontu. Zbudowany został w stylu eklektycznym, natomiast hełm wieży nawiązuje do stylu barokowego.
Całość przykrywa dach z blachy miedzianej.

## Wnętrze
Prezbiterium i nawa główna mają pozorne sklepienie kolebkowe, natomiast nad nawami bocznymi znajduje się stropy proste. Autorem zdobiącej wnętrze polichromii jest profesor Jerzy Lubański z Akademii Sztuk Pięknych w Krakowie.
Na uwagę zasługują również stacje Drogi Krzyżowej oraz barwne witraże ze scenami religijnymi i wizerunkami świętych.

### Ołtarze
Ołtarz głównyjest prosty, wręcz schematyczny. Zdobią go rzeźby przedstawiające scenę Przemienienia Pańskiego.
Ołtarze bocznezdobią figury wykonane przez Leona Strządala.
- ołtarz z figurami Chrystusa Ukrzyżowanego i św. Małgorzaty oraz obraz Matki Bożej Nieustającej Pomocy.